# Basigami
Basigami eller Chalazogami kallas det förhållande, att pollenslangen vid äggcellens befruktning hos blomväxterna tränger in i embryosäcken från fröämnets bas, chalaza och därvid banar sig väg en längre eller kortare sträcka genom dess vävnad.
Basigami förekommer hos hassel, valnötsträd, casuarina med flera växter. Vanligen sker dock befruktningen genom akrogami (porogami) då pollenslangen växer in genom den i fröämnets spets befintliga öppningen mellan fröämneshinnorna, mikropylen. Vid mesogami, som förekommer hos alm, asklönn med flera intränger pollenslangen i fröämnet från sidan mellan chalazan och mikropylen.